# Edip Akbayram

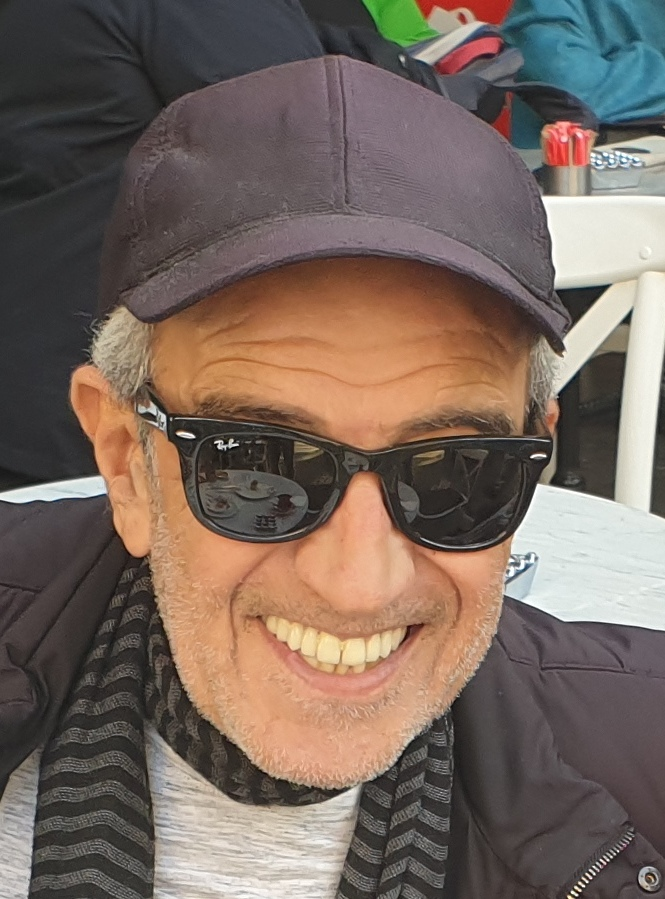
Edip Akbayram, 2019

Edip Akbayram (* 29. Dezember 1950 in Gaziantep, Türkei; † 2. März 2025 in Istanbul, Türkei) war ein türkischer Komponist und Sänger.

## Karriere
Mit seiner Band Siyah Örümcekler – Gaziantep Orkestrası (dt. „Die Schwarzen Spinnen – Gaziantep-Orchester“) veröffentlichte Edip Akbayram 1970 noch während seiner Schulzeit seinen ersten Song Kendim Ettim Kendim Buldum, geschrieben von Neşet Ertaş.
Nach seinem Gymnasialabschluss zog er 1968 nach Istanbul. Von einem Gedicht Aşık Veysels inspiriert, schrieb er das Lied Kükredi Çimenler, wodurch ihm 1972 der nationale Durchbruch gelang. Mit seinen Liedern Aldırma Gönül und Eşkiya Dünyaya Hükümdar Olmaz brach er Verkaufsrekorde.
Im Jahre 1980 putschte das Militär gegen die Regierung und verbot im darauffolgenden Jahr aufgrund seiner Beziehungen zum sozialistischen Lager die Ausstrahlung seiner Werke im staatlichen Rundfunk. Das Verbot wurde 1988 aufgehoben. Er veröffentlichte 22 Alben und zahlreiche Singles.

## Diskografie

### Alben
| - 1974: Edip Akbayram - 1977: Nedir Ne Değildir? - 1982: Nice Yıllara Gülüm - 1984: Dostlar 1984 - 1985: Dostlar 1985 - 1986: Yeni Gelen Güne Türkü - 1988: Özgürlük - 1990: Şahdamar - 1991: Senden Haber Yok - 1992: Unutamadıklarım - 1993: Bir Şarkın Olsun Dudaklarında | - 1994: Türküler Yanmaz - 1996: Güzel Günler Göreceğiz - 1997: Yıllar - 1998: Dün Ve Bugün - 1999: İlk Günkü Gibi - 2001: Selam Olsun - 2002: 33’üncü - 2004: Dün ve Bugün 2 - 2005: Dün ve Bugün 3 - 2008: Söylemediklerim - 2012: Mayıs |

### Singles
| - 1970: Kendim Ettim Kendim Buldum – Çiçeklerin Dili - 1972: Kükredi Çimenler – Boşu Boşuna - 1972: Anam Ağlar Başucumda Oturur – Sev Beni Beni - 1973: Deniz Üstü Köpürür – Dumanlı Dumanlı Oy Bizim Eller - 1973: Değmen Benim Gamlı Yaşlı Gönlüme – Yakar İnceden İnceden - 1974: İnce İnce Bir Kar Yağar – Dağlar Dağladı Beni - 1974: Garip – Kaşların Karasına - 1975: Kolum Nerden Aldın Sen Bu Zinciri – Gam Üstüne Gam Yapılır - 1976: Mehmet Emmi – Affetmem Seni - 1976: Zalim Zalim – Kahpe Felek - 1977: Sen Açtın Yarayı - 1978: Analara Kıymayın Efendiler – Adiloş Bebe - 1979: Eşkiya Dünyaya Hükümdar Olmaz – Gidenlerin Türküsü - 1981: Bugün Bizde Bayram Var – Bu Yıl Benim Yeşil Bağım Kurudu | Bekannte Songs - Aldırma Gönül - Hasretinle Yandı Gönlüm - Güzel Günler Göreceğiz - Gittin Gideli |